# فردینان واسرو
فردینان واسرو (فرانسوی: Ferdinand Vasserot‎; ۲ مارس ۱۸۸۱ – ۷ فوریهٔ ۱۹۶۳) دوچرخه‌سوار اهل فرانسه بود.